# Park Bronisławów
Park Bronisławów – istniejący na początku XX wieku park w Zawierciu. Pierwszy publiczny park funkcjonujący w Zawierciu.

## Historia
Park został założony z inicjatywy Bronisława Micińskiego (ur. 27 lipca 1856 we Włocławku, zm. 27 marca 1927 w Zawierciu). Miciński od 1894 roku był pracownikiem TAZ. W połowie 1900 roku Miciński założył spółkę pod nazwą Towarzystwo Imprezy Bronisławów, z kapitałem 15 000 rubli. Towarzystwo zrzeszało rzemieślników i inteligencję i miało na celu utworzenie w Zawierciu parku i zarządzanie nim. W tym celu od właścicieli Kromołowa zakupiono 14 morgów ziemi w przysiółku Kolny Las. Ponadto na rzecz parku Aleksander Moes ofiarował kilka tysięcy drzew i krzewów. Park został oddany do użytku 25 sierpnia 1901 roku i znajdował się w pobliżu dzisiejszych ulic: Piłsudskiego, Parkowej i Broniewskiego.
Park był terenem z dużą liczbą drzew, klombów i kwiatów. Odbywały się w nim gry (tenis, krykiet, kręgle). Ponadto wybudowano w nim scenę teatralną z krytą werandą, altaną dla muzyków i tańców oraz dekoracjami wykonanymi przez Warszawskie Towarzystwo Artystyczne. Na scenie wystawiano amatorskie przedstawienia oraz koncerty. Inauguracyjne przedstawienie – Rok 997 czyli Pod godłem krzyża Cyryla Danielewskiego w reżyserii Bronisława Micińskiego – wystawiono 24 sierpnia 1901 roku. Wystawiano tu również m.in. w 1903 roku Podejrzaną osobę Stanisława Dobrzańskiego i Majstra i czeladnika Józefa Korzeniowskiego, a w roku 1904 Hipnotyzm oraz Consilium facultatis Jana Aleksandra Fredry, Dzienniczek Justysi Józefa Kościelskiego, Pierwszy bal Zygmunta Przybylskiego, Preludium Chopina Mariana Gawalewicza i Farbiarzy Adolfa Walewskiego.
9 lipca 1907 roku staraniem Towarzystwa Bronisławów w parku wzniesiono pomnik Adama Mickiewicza, o czym poinformowany został jego syn Władysław.
Od początku swojego istnienia obiekt przynosił straty, z zadłużeniem rzędu 1906 rubli i 61 kopiejek za 1902 rok. Z tego powodu nie została zaaprobowana propozycja wysunięta przez jednego z udziałowców, aby wybudować w parku gmach teatralny z salą baletową i koncertową. W 1904 roku udziałowcy poprosili dyrekcję TAZ o pożyczkę 5000 rubli na budowę Sali Domu Ludowego, jednakże prośba spotkała się z odmową. W 1908 roku „Kurier Zagłębia” donosił o możliwości likwidacji parku. W okresie I wojny światowej obiekt popadł w ruinę, na terenach parku urządzono pastwisko, a pomnik został zdewastowany. Zakupiony w 1921 roku przez rodzinę Ziemskich. w 1928 roku park podzielono na mniejsze parcele. Od 1931 roku stopniowo wydzielany pod budowę innych obiektów- szkoły (ówczesne gimnazjum) wybudowanej w okresie 1932-37 roku.
W okresie PRL na terenie parku powstało osiedle mieszkaniowe, tym samym całkowicie likwidując teren parku.